# Associazione Calcio Marzotto 1955-1956
Questa pagina raccoglie le informazioni riguardanti l'Associazione Calcio Marzotto nelle competizioni ufficiali della stagione 1955-1956.

## Stagione
Nella stagione 1955-1956 il Marzotto disputò il quinto campionato di Serie B della sua storia.

## Divise
| 1ª divisa |

## Organigramma societario
Area direttiva
- Presidente: Paolo Marzotto

Area tecnica
- Allenatore: Alberto Marchetti, poi Aldo Simoncello

## Rosa
| N. |                   | Ruolo | Calciatore             |
| -- | ----------------- | ----- | ---------------------- |
|    | Italia (bandiera) | P     | Gianbattista Servidati |
|    | Italia (bandiera) | P     | Gianni Vecil           |
|    | Italia (bandiera) | D     | Gianfranco Coaro       |
|    | Italia (bandiera) | D     | Aldo Daniele           |
|    | Italia (bandiera) | D     | Giuseppe Formica       |
|    | Italia (bandiera) | D     | Secondo Scarrone       |
|    | Italia (bandiera) | D     | Gino Zanoni            |
|    | Italia (bandiera) | C     | Walter Mirabelli       |
|    | Italia (bandiera) | C     | Rinaldo Moro           |
|    | Italia (bandiera) | C     | Vincenzo Occhetta      |
|    | Italia (bandiera) | C     | Gian Battista Odone    |
|    | Italia (bandiera) | C     | Attilio Porra          |

| N. |                   | Ruolo | Calciatore         |
| -- | ----------------- | ----- | ------------------ |
|    | Italia (bandiera) | C     | Neri Sacchiero     |
|    | Italia (bandiera) | C     | Enrico Sassi       |
|    | Italia (bandiera) | A     | Pietro Biagioli    |
|    | Italia (bandiera) | A     | Amedeo Bressa      |
|    | Italia (bandiera) | A     | Livio Busato       |
|    | Italia (bandiera) | A     | Mario De Prati     |
|    | Italia (bandiera) | A     | Roberto Fiorio     |
|    | Italia (bandiera) | A     | Luigi Maretto      |
|    | Italia (bandiera) | A     | Fulvio Mosca       |
|    | Italia (bandiera) | A     | Ferdinando Parise  |
|    | Italia (bandiera) | A     | Angelo Ruffinoni   |
|    | Italia (bandiera) | A     | Vitaliano Temellin |

## Risultati

### Serie B

#### Girone d'andata
| Arbitro: | Fornari (Bologna) |

|                            |           |  |
| Temellin 76’ Mirabelli 82’ | Marcatori |  |

| Arbitro: | Famulari (Messina) |

|                                                   |           |  |
| Bicicli 15’, 88’ (rig.) Erba 59’ Coaro 68’ (aut.) | Marcatori |  |

| Arbitro: | Mori (Cremona) |

|                                |           |                                 |
| Fiorio 17’, 58’ Mosca 26’, 78’ | Marcatori | 37’, 42’ Masoni 87’ Taccola III |

| Arbitro: | Perego (Milano) |

|  |           |                    |
|  | Marcatori | 4’ Fiorio 70’ Moro |

| Arbitro: | Griggi (Brescia) |

|           |           |               |
| Mosca 47’ | Marcatori | 57’ De Grandi |

| Arbitro: | Coppa (Mariano Comense) |

|                                               |           |           |
| De Prati 23’ Occhetta 25’ Biagioli 55’ (rig.) | Marcatori | 16’ Sanna |

| Arbitro: | Lo Bello (Siracusa) |

|                 |           |  |
| Bertoni III 68’ | Marcatori |  |

| Arbitro: | Marchese (Napoli) |

|                                               |           |                         |
| Servidati 32’ (aut.) Stabellini 74’ Darin 85’ | Marcatori | 21’ Biagioli 46’ Bressa |

| Arbitro: | Moriconi (Roma) |

|                      |           |  |
| Mosca 62’ Bressa 77’ | Marcatori |  |

| Arbitro: | Fornari (Bologna) |

|             |           |  |
| Fontana 25’ | Marcatori |  |

| Arbitro: | Boati (Milano) |

|  |           |            |
|  | Marcatori | 74’ Bressa |

| Arbitro: | Righi (Milano) |

|              |           |            |
| De Prati 24’ | Marcatori | 8’ Tinazzi |

| Arbitro: | Famulari (Messina) |

|                                |           |              |
| Buzzin 2’, 49’, 82’ Larini 24’ | Marcatori | 63’ Biagioli |

| Arbitro: | Marchetti (Milano) |

|  |           |                          |
|  | Marcatori | 11’ Secchi 15’ Menegotti |

| Arbitro: | Moriconi (Roma) |

|                              |           |  |
| Milani 30’, 87’ Lojodice 52’ | Marcatori |  |

| Valdagno 21 gennaio 1956 | Marzotto     | 0 – 0 | Como | Stadio dei Fiori\| Arbitro: \| Adami (Roma) \| |
| Arbitro:                 | Adami (Roma) |       |      |                                                |

| Arbitro: | Grignani (Milano) |

|                          |           |            |
| Sentimenti VI 44’ (rig.) | Marcatori | 25’ Bressa |

#### Girone di ritorno
| Arbitro: | Angelini (Firenze) |

|            |           |  |
| Genero 18’ | Marcatori |  |

| Valdagno 19 febbraio 1956 | Marzotto          | 0 – 0 | Parma | Stadio dei Fiori\| Arbitro: \| Bartolomei (Roma) \| |
| Arbitro:                  | Bartolomei (Roma) |       |       |                                                     |

| Arbitro: | Canepa (Genova) |

|                          |           |  |
| Isolani 40’ Bronzoni 58’ | Marcatori |  |

| Arbitro: | Mori (Cremona) |

|                            |           |  |
| Ruffinoni 72’ Biagioli 82’ | Marcatori |  |

| Arbitro: | Ferrari (Milano) |

|             |           |  |
| Maselli 71’ | Marcatori |  |

| Arbitro: | Adami (Roma) |

|                              |           |                         |
| Regalia 15’ Porra 72’ (aut.) | Marcatori | 17’ Bressa 90’ Biagioli |

| Arbitro: | Maurelli (Roma) |

|  |           |                                    |
|  | Marcatori | 21’ Bretti 60’, 74’, 87’ Baccalini |

| Arbitro: | Ferrari (Milano) |

|  |           |               |
|  | Marcatori | 80’ Ferrarese |

| Legnano 7 aprile 1956                         | Legnano   | 1 – 0 | Marzotto | Stadio di via Carlo Pisacane |
| \| \| \| \| \| Pastore 80’ \| Marcatori \| \| |           |       |          |                              |
|                                               |           |       |          |                              |
| Pastore 80’                                   | Marcatori |       |          |                              |

| Arbitro: | Grillo (Afragola) |

|                   |           |             |
| Temellin 40’, 75’ | Marcatori | 83’ Bertoni |

| Arbitro: | Grillo (Afragola) |

|                      |           |  |
| Fiorio 52’ Mosca 69’ | Marcatori |  |

| Arbitro: | Griggi (Brescia) |

|                           |           |  |
| Manenti 34’ Marchetto 52’ | Marcatori |  |

| Arbitro: | Guarnaschelli (Pavia) |

|             |           |  |
| Temellin 1’ | Marcatori |  |

| Arbitro: | Boati (Milano) |

|                         |           |  |
| Bredesen 13’ Secchi 29’ | Marcatori |  |

| Arbitro: | Moriconi (Roma) |

|              |           |                                   |
| De Prati 71’ | Marcatori | 16’ Lojodice 53’, 55’, 62’ Milani |

| Arbitro: | Grillo (Afragola) |

|                         |           |  |
| Bellini 12’ Santoni 46’ | Marcatori |  |

| Valdagno 10 giugno 1956 | Marzotto            | 0 – 0 | Modena | Stadio dei Fiori\| Arbitro: \| Gambarotta (Genova) \| |
| Arbitro:                | Gambarotta (Genova) |       |        |                                                       |

## Statistiche

### Statistiche di squadra
| Competizione | Punti | In casa | In casa | In casa | In casa | In casa | In casa | In trasferta | In trasferta | In trasferta | In trasferta | In trasferta | In trasferta | Totale | Totale | Totale | Totale | Totale | Totale | DR  |
| Competizione | Punti | G       | V       | N       | P       | Gf      | Gs      | G            | V            | N            | P            | Gf           | Gs           | G      | V      | N      | P      | Gf     | Gs     | DR  |
| ------------ | ----- | ------- | ------- | ------- | ------- | ------- | ------- | ------------ | ------------ | ------------ | ------------ | ------------ | ------------ | ------ | ------ | ------ | ------ | ------ | ------ | --- |
| Serie B      | 27    | 17      | 8       | 5       | 4       | 21      | 18      | 17           | 2            | 2            | 13           | 9            | 30           | 34     | 10     | 7      | 17     | 30     | 48     | -18 |

### Statistiche dei giocatori[2]
| Giocatore    | Serie B  | Serie B |
| Giocatore    | Presenze | Reti    |
| ------------ | -------- | ------- |
| P. Biagioli  | 24       | 5       |
| A. Bressa    | 15       | 5       |
| L. Busato    | 1        | 0       |
| G. Coaro     | 3        | 0       |
| A. Danieli   | 1        | 0       |
| M. De Prati  | 18       | 3       |
| R. Fiorio    | 18       | 4       |
| G. Formica   | 17       | 0       |
| Maretto      | 2        | 0       |
| W. Mirabelli | 27       | 1       |
| R. Moro      | 20       | 1       |
| F. Mosca     | 28       | 5       |
| V. Occhetta  | 23       | 1       |
| G.B. Odone   | 28       | 0       |
| Parise       | 2        | 0       |
| A. Porra     | 8        | 0       |
| A. Ruffinoni | 9        | 1       |
| N. Sacchiero | 19       | 0       |
| Sassi        | 6        | 0       |
| S. Scarrone  | 23       | 0       |
| G. Servidati | 28       | -?      |
| V. Temellin  | 22       | 4       |
| G. Vecil     | 6        | -?      |
| G. Zanoni    | 25       | 0       |